# Kromat
Kromat er navnet på anionen CrO2−4, der består af grundstofferne krom (i oxidationstal +6) og ilt.
| Kemi | Spire Denne artikel om kemi er en spire som bør udbygges. Du er velkommen til at hjælpe Wikipedia ved at udvide den. |